# Orde van Al Nahayyan
Abu Dhabi stelde een ridderorde naar Europees model in. Deze Orde van Al Nahayyan of "Wisam Al Nahayyan" heeft de in het internationale diplomatieke verkeer gebruikelijke vijf graden.
- Grootlint
- Grootcommandeur
- Commandeur
- Officier
- Lid

Aan de orde is een keten verbonden.
Het kleinood is uiteraard geen kruis, het landje is streng islamitisch. Men heeft de Napoleontische Orde van de IJzeren Kroon als voorbeeld genomen. Ook hier houdt een roofvogel een symbool van de macht in beide klauwen.
Het lint is donkerrood met witte randen.